# Futebol Líquido
Futebol Líquido é como é chamado o sistema de jogo de futebol que se desenvolveu após a revolução Guardiola (mostrando a filosofia do jogo de posição) x Mourinho (apresentando a periodização tática) na década de 2000. Este estilo de futebol prega que não haja mais esquemas táticos, já que a equipe deve se adaptar conforme a necessidade do jogo, do adversário e do momento da partida. Seus adeptos acreditam que o futebol é muito complexo e nada estático para ser definido por meio de esquemas e até de funções. O jogo é o que mais importa.
O termo foi cunhado em 2016 por Marti Perarnau, jornalista catalão que escreveu os livros "Guardiola Confidencial" e "Pep Guardiola". Segundo ele, líquido tem a ver com fluidez. E para fluir, o futebol atual precisa ser jogado de memória, com movimentos mecanizados e numa velocidade cada vez maior. Um jogo mais rápido através de passes e deslocamentos. Sem a bola, reação imediata: perde e pressiona. A resposta cada vez mais rápida e intensa.
Carlo Ancelotti, Jupp Heynckes, Thomas Tuchel, Antonio Conte e Massimiliano Allegri são expoentes deste estilo de jogo.